# روب فالنتينو
روب فالنتينو (بالإنجليزية: Rob Valentino)‏ (21 ديسمبر 1985 بهوفمان استيتس في الولايات المتحدة - ) هو لاعب كرة قدم أمريكي في مركز الدفاع. لعب مع كولورادو رابيدز ونيو إنجلاند ريفولوشن وTampa Bay Rowdies ‏ وفينيكس راسينغ وOrlando City SC (2010–2014) ‏ وSan Jose Frogs ‏.

## وصلات خارجية
- روب فالنتينو على موقع قاعدة بيانات كرة القدم.إي يو (الإنجليزية)